# راين (فلم 2016)
راين (بالإنجليزية: Rain)، هُو فيلم دراما أوغندي صدر سنة 2016 وأخرجه دانيال موغيروا.

## وصلات خارجية
- مقالات تستعمل روابط فنية بلا صلة مع ويكي بيانات